# Andrea Cavalcanti

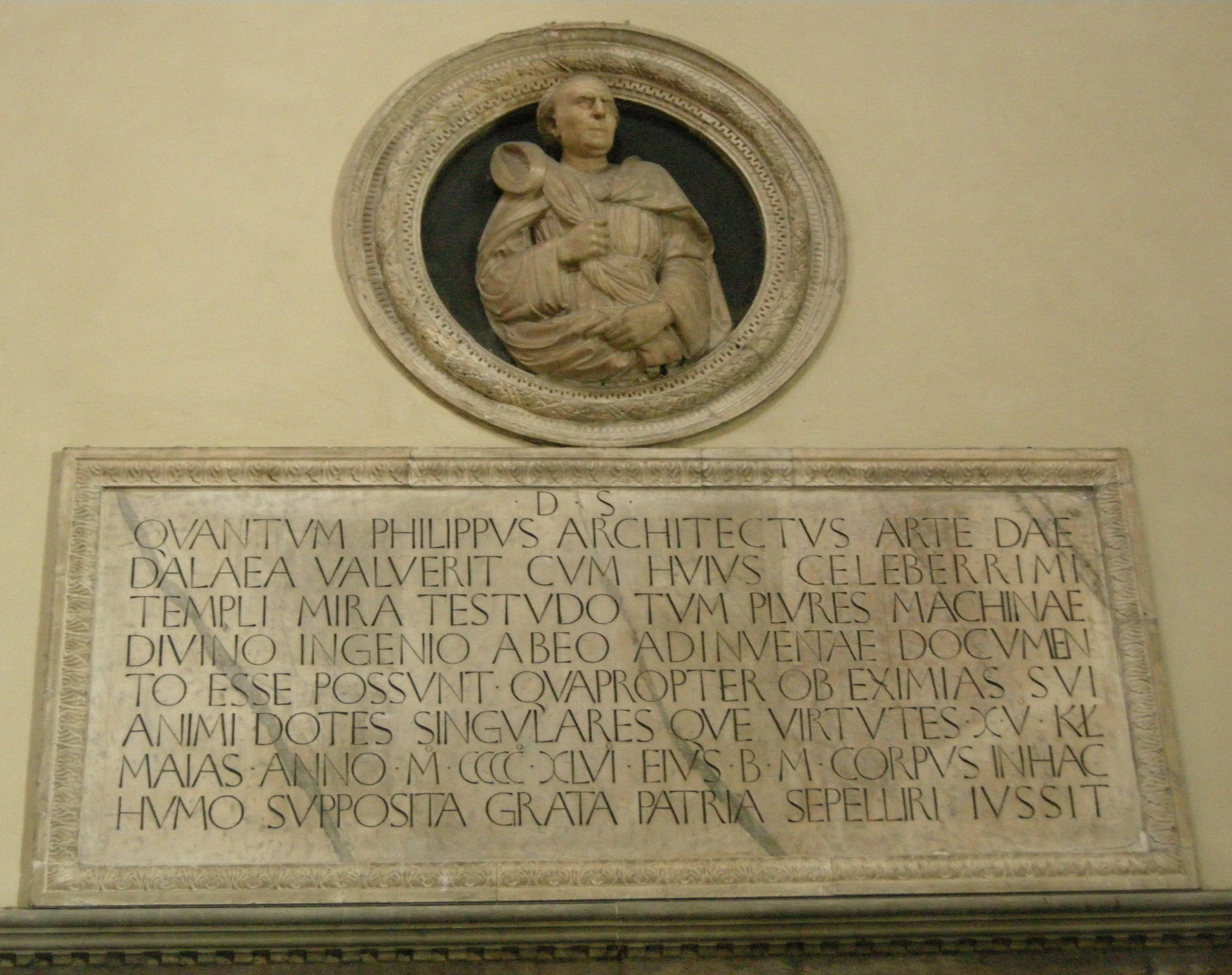
Plaque épigraphique et buste de Filippo Brunelleschi.

Andrea di Lazzaro Cavalcanti dit il Buggiano ou il Buggianino (né en 1412 à Borgo a Buggiano et mort le 21 février 1462 à Florence) est un sculpteur et un architecte italien, et le fils adoptif de Filippo Brunelleschi (1419).

## Biographie
Il Buggiano collabora avec Pagno di Lapo Portigiani (autel de marbre avec bas-relief) et Donatello (à la Sagrestia Vecchia).

## Œuvres
- Sarcophage de Giovanni di Bicci de' Medici et Piccarda Bueri, Sagrestia Vecchia, basilique San Lorenzo de Florence.
- Madonna col Bambino con i profeti Ezechiele e Isaia, bas-relief
- Travaux à la Gagrestia dei Canonici (en 1442, ) Santa Maria del Fiore
- Sculptures de la chaire de Santa Maria Novella sur les cartons de son père adoptif (1443).
- Monument funéraire dédié à son père avec buste (1447-1448)
- Église Madonna di Piè di Piazza, Pescia.
- Cappella Cardini, Pescia.
- Buste de Filippo Brunelleschi,  réalisé en 1446, exposé dans la cathédrale Santa Maria del Fiore dans le collatéral sud près du portail[1].